# Incident (película de 2023)
Incident es un cortometraje documental estadounidense de 2023 dirigido y editado por Bill Morrison.

## Sinopsis
La película explora el asesinato de Harith "Snoop" Augustus en 2018, ocurrido a manos del oficial de policía de Chicago Dillan Halley, a través de montajes de cámaras corporales y grabaciones de vigilancia.

## Reconocimientos
Incident ha sido seleccionado para numerosos festivales de cine, y fue nominado a Mejor Cortometraje Documental en la 97.ª edición de los Premios Óscar.